# خلیج کوچک (فیلم)
خلیج کوچک (انگلیسی: The Cove) فیلمی در ژانر مستند به کارگردانی لویی سیهویوس است که در سال ۲۰۰۹ منتشر شد. از بازیگران آن می‌توان به هیدن پنیتیر، ایزابل لوکاس، پل واتسون و اسکات بیکر اشاره کرد. این فیلم برنده جایزه اسکار بهترین فیلم مستند شده‌است.